# 月潭湖镇
月潭湖镇，是中华人民共和国安徽省黄山市休宁县下辖的一个乡镇级行政单位。
位于休宁县中部，辖17村委会。原称渭桥乡、陈霞乡，1983年设置。1992年，渠口乡并入。2021年撤乡设镇，改名月潭湖镇。

## 行政区划
月潭湖镇下辖以下地区：
陈霞村、回溪村、泮路村、回岭村、小当村和里庄村。

## 中国传统村落
2013年8月，里庄村获评第二批中国传统村落。